# 神舞幻想
《神舞幻想》是由北京九凤开发，网元圣唐、英特衛多媒體代理的3D单机角色扮演游戏，于2017年底发行。游戏的正式名称公布于2015年7月16日，而在此之前官方一直以“九凤RPG”称呼，同日发布《神舞幻想》首部宣传动画。官網宣布將於2017年12月7日預售，12月22日則正式推出。

## 概觀
神舞幻想以「山海經」等中國古代典籍為依託的歌舞祭祀文化為主題之仙俠冒險遊戲，講述上古人與神漸生隔閡之時，九州大陸上的不同種族人們攜手對抗末世災劫故事。
在傳統RPG玩法中加入了戰鬥援護與位移阵型要素，玩家對於位置時機的把握變成重要因素，形成一種另類的「機動回合制」戰鬥，而常見的招喚獸系統、連擊系統也有體現。神誓系统取代了傳統RPG的合成系統，遊戲中除了裝備外連招式也是靠蒐集材料後合成所得。採用的虛幻4引擎製作，達到國產遊戲的一個畫質精細新高度，然而對電腦和顯卡的要求頗高，以2017年底的行情價計算，至少要人民幣2千以上的顯卡才能順暢遊玩，相對應的CPU官方基本要求達到Intel i7 6700以上，整體電腦開銷是玩家須注意的。
在上古時代絕地通天後眾多神靈登天離去，除了靈力強大的巫咸國人外，其他部族難以再與神溝通，蒼生之願難以再上天聽，地面上少了神靈庇護九州妖異叢生，伊祁帝率領軍隊奮戰多年於最後勝利，被推為天下共主。
然而多年後一場名為「淨」的災難降臨，生靈大舉毀滅，伊祁帝想在龍庭舉行星見大祭以求借神靈之力拯救，不料祭祀失敗已經閃現的南北斗星神化為無形，伊祁帝失德被天譴的傳聞四起各方勢力蠢動，天下大亂，對神的崇敬之心也在一次次大災中消逝，甚至不少受害者將怒火發洩至各地神壇。此時遙遠山村中繼承了風鳴軍意志的溫良少年飛星；將展開一場波瀾壯闊的冒險史詩，被天選的救世主將解開末世災厄的奧秘....。

## 主要角色
- 飛星：18歲，陶唐國風鳴軍後裔。[8]

擅長劍術和弓術，身手出眾且多才多藝。但他性格溫和純良、樂觀體貼，十分珍惜所擁有的一切。
- 雲傾：19歲，白衣勝雪，來歷成謎。

喜怒不形於色，言語簡短冷酷，難以接近。醫術精湛，擅長音律，對布陣韜略亦有涉獵。
- 望舒：17歲，倏忽族人，尖耳和傘是其特徵。

性格率直豪爽，強悍積極，擁有瞬影之力。自幼生存艱難，因此對金錢有著異常的執著。
- 嵐湘：18歲，巫咸國人，陶唐第一神巫。

性格溫婉優雅，外柔內剛，能預知天命與未來。擅長占星卜筮之道，伊祁帝十分喜愛，收為義女。
- 夕羽：外表約7歲的小女孩，來自百鳥之國。

雖為金烏一脈，羽毛卻為墨黑，嚮往哥哥的金色羽衣。因此總喜歡收集亮晶晶的東西和多彩羽毛來裝飾自己。
- 禍天：外貌約15歲，上古神靈，禁忌之子。

可操控蛇等動物，擁有特殊的變身能力。愛憎分明，任性驕傲，睥睨眾生，神力極高。（註：非可控角色）